# 食物繊維
食物繊維（しょくもつせんい）とは、人の消化酵素によって消化されにくい、食物に含まれている難消化性成分の総称である。その多くは植物性、藻類性、菌類性食物の細胞壁を構成する成分であるが、植物の貯蔵炭水化物の中にはグルコマンナンやイヌリンの様に栄養学的には食物繊維としてふるまうものも少なくない。化学的には炭水化物のうちの多糖類であることが多い。

## 概要
従来は、消化されず役に立たないものとされてきた。後に有用性がわかってきたため、日本人の食事摂取基準で摂取する目標量が設定されている。ただし、定義から明らかなように栄養素ではない。
ヒトの消化管は自力ではデンプンやグリコーゲン以外の多くの多糖類を消化できないが、大腸内の腸内細菌が嫌気発酵することによって、短鎖脂肪酸やメタン、二酸化炭素、水素などに分解される。短鎖脂肪酸の83%が酢酸、プロピオン酸、酪酸で占められ、産生比は60:20:20の割合である。産生された短鎖脂肪酸の大部分は大腸から吸収される。酢酸は宿主のエネルギー源となり、プロピオン酸は肝臓で糖新生の原料として利用され、酪酸は結腸細胞に優先的にエネルギー源として利用される。食物繊維の大半がセルロースであり、人間のセルロース利用能力は意外に高く、粉末にしたセルロースであれば腸内細菌を介してほぼ100%分解利用されるとも言われている。デンプンは約4kcal/g のエネルギーを産生するが、食物繊維は腸内細菌による醗酵分解によってエネルギーを産生し、その値は一定でないが、有効エネルギーは0 - 2kcal/gであると考えられている。また、食物繊維の望ましい摂取量は、成人男性で19g/日以上、成人女性で17g/日以上である。
食物繊維は、大腸内で腸内細菌によりヒトが吸収できる分解物に転換されることから、食後長時間を経てから体内にエネルギーとして吸収される特徴を持ち、エネルギー吸収の平準化に寄与している。大腸の機能は食物繊維の存在を前提としたものであり、これの不足は大腸の機能不全につながることになる。食物繊維をNSP（non‐starch polysaccharide、非デンプン性多糖類）と呼ぶこともある。

## 歴史
1918年、医師であるジョン・ハーヴェイ・ケロッグは『自家中毒』という著書を出版し、腸内で細菌が未消化タンパク質から作る毒が健康を害するという自家中毒説をもとに、未消化の肉には細菌が繁殖しやすいが、食物繊維は腸を刺激して活発にさせるので毒が作られにくいという理由で菜食をすすめた。
しかし、一方で栄養学では「食べ物のカス」ともされ、長年役に立たないものと認識されていた。たとえば、栄養学の創設者である佐伯矩は、玄米は栄養が多いが未消化物が多いので消化吸収の効率が悪いなどとして、ある程度精白した米である七分搗き米をすすめていた。
1960年代の南アフリカのジョージ・オットル(George Oettle)が、食物繊維と大腸がんの関連の研究をしていた。1967年に、インドのマルホトラは食物繊維の摂取が多い場合、がんのリスクが減るという報告をしている。
1970年前後、バーキットはオットルの研究を発展させランセットなどで研究報告を行い、食物繊維が少ないと腸内の疾患のリスクが上がるだろうという説が広く知られるようになっていった。1975年にバーキットはトロウェル (Hugh Trowell)と共著で『精製炭水化物と病気-食物繊維の影響』を出版し、精白していない穀物である全粒穀物の食物繊維が有益であると述べ、このことは科学的研究によって確認されていった。
日本では2000年の「第6次改定日本人の栄養所要量」から摂取量について目標量が設定されている。

## 分類と種類
大きく水溶性食物繊維 (SDF : soluble dietary fiber)と不溶性食物繊維 (IDF : insoluble dietary fiber)に分けられる。粘性や発酵性で分類する場合もある。

### 水溶性/不溶性
水溶性食物繊維
- ペクチン - 植物の細胞壁における細胞間接着物質であり、果物に多く含まれる
- グアー豆酵素分解物 - 増粘安定剤（食品添加物）として用いられる
- グルコマンナン - コンニャク芋の貯蔵炭水化物であり、こんにゃくの原料。なお、固化したこんにゃくは不溶性食物繊維が大半となる
- βグルカン
- ポリデキストロース - 化学的に合成された人工の水溶性食物繊維
- フルクタン - ラッキョウ[14]、キクイモ、アーティチョークなどに含まれるフルクトース分子の重合体である。イヌリン、レバン、グラミナンもフルクタンに含まれる。
- イヌリン - ゴボウやキクイモなどキク科植物の根や地下茎に含まれる貯蔵炭水化物
- アラビアガム - アカシア属アラビアゴムノキ(Acacia senegal)、またはその同属近縁植物の樹皮の傷口からの分泌物を乾燥させたもの
- マルチトール
- サイリウム
- 難消化性オリゴ糖
- 難消化性デキストリン

（海藻に含まれる水溶性食物繊維）
- アガロース - 海藻のうち紅藻の細胞壁の主要構成要素であり、紅藻から抽出される寒天の主成分
- アルギン酸ナトリウム - 海藻のうち褐藻の細胞壁の主要構成要素であり、コンブなどに含まれる
- カラギーナン - ヤハズツノマタやスギノリなどの紅藻類に多く含まれる多糖
- フコイダン、ポルフィラン、ラミナラン[15]

不溶性食物繊維
- セルロース、ヘミセルロース、リグニン - 植物の細胞壁の主要構成要素で、野菜など植物性食品から多く得られる。日本人は平均15g/日の食物繊維を摂取しているが、そのうち12gは不溶性食物繊維で、そのほとんどがセルロースであると推定されている[16]。
- キチン、キトサン - 甲殻類の殻や菌類の細胞壁などの主成分

不溶性食物繊維と水溶性食物繊維の特性をあわせ持つもの
- レジスタントスターチ（難消化性でんぷん） - 難消化のメカニズムによりRS1からRS4までの4つの分類がある。米やジャガイモを炊いて冷やすといった手順でも変化する

### 粘性/非粘性
溶けるとゲル状となり栄養吸収をゆっくりとさせる。
粘性食物繊維
- ペクチン
- βグルカン
- グアーガム
- サイリウム

非粘性食物繊維
- セルロース
- リグニン

### 発酵性/非発酵性
大腸内のバクテリアにより発酵され短鎖脂肪酸(SCFA)やガス(おなら)が産生される。
発酵性食物繊維
- ペクチン
- βグルカン
- グアーガム
- サイリウム
- イヌリン
- フラクトオリゴ糖類(FOS)

非発酵性食物繊維
- セルロース
- リグニン

## 効果
熟した果物などに含まれている水溶性食物繊維は、食後の血糖値の急激な上昇の抑制や、コレステロールの吸収を抑制する作用が報告されている。
野菜や穀類、豆類等に含まれている不溶性食物繊維は、大腸の蠕動運動を促す。
食物繊維の効用として、脂質異常症予防、便秘予防、肥満予防、糖尿病予防、脂質代謝を調節して動脈硬化の予防、大腸癌の予防、その他腸内細菌によるビタミンB群の合成、食品中の毒性物質の排除促進等が確認された。長寿地区住民の高齢者の食物繊維摂取量と同一人の腸内細菌叢を分析することによって、食物繊維の摂取量が多いと、働き盛りの青壮年なみに有用菌（ビフィズス菌等）が優勢で老人特有の有害菌（ウエルシュ菌等）は抑えこまれていることが実証された。さらにこの有用菌は腸内腐敗防止、免疫強化、腸内感染の防御、腸管運動の促進といった作用のあることがわかった。
消化管内の必須栄養素であるカルシウムと結合し腸管からの吸収を阻害する働きもある。
日本では、特定保健用食品（トクホ）の表示が認可されている。
2003年、世界保健機関(WHO)と国連食糧農業機関(FAO)による「食事、栄養と生活習慣病の予防」(Diet, Nutrition and the Prevention of Chronic Diseases) では、肥満、2型糖尿病、心臓病のリスクを下げると報告し、野菜や果物や玄米のような全粒穀物からの摂取をすすめている。
リード (N.W. Read) とティムス (J.M. Timms) による「トンネルの向こうに光は見えるか」という1987年の論文では「食物繊維によって重症の便秘が軽減することは少ない」と著されている。
2007年11月1日の世界がん研究基金とアメリカがん研究協会によって7000以上の研究から分析したがん予防の報告書では、結腸や直腸のがんの予防との関連がありうるとしている。
食物繊維摂取量との関連が検討された生活習慣病は多岐に及び、心筋梗塞の発症ならびに死亡、糖尿病の発症との間に負の関連を認めたとする研究報告が数多くある。また、循環器疾患の強い危険因子である血圧並びに血清（または血漿）LDLコレステロールとの間でも負の関連が示唆されている。さらに、肥満との関連を示した疫学研究も多数存在する。一方、がん、特に、大腸（結腸並びに直腸）がんとの関連については、最近の疫学研究の結果は必ずしも一致していない。ハーバード大学公衆衛生学部は、「食物繊維の摂取は、健康効果のある健全な食事としてもてはやされ、心臓病、糖尿病、憩室疾患、便秘を含む様々な疾患のリスクを減少させていた。多くの人が信じていたにもかかわらず、食物繊維には大腸がんのリスクの減少の効果はほとんど認められなかった。」と発表している。
肥満防止水溶性食物繊維は胃で膨潤することで食塊を大きくし、粘性を上げ、胃内の滞留時間を延ばし満腹感を与え、不溶性食物繊維は食物の咀嚼回数を増加させ唾液や胃液の分泌を促し食塊を大きくすることで効果を現す。
18-20歳の女子学生を対象に食事の調査を行ったところ、食事のGI値（炭水化物が消化されて糖に変化する速さを相対的に表す数値）が高い群ほどボディマス指数(BMI)（肥満の程度を表す値）が高くなり、食物繊維の摂取が多い群ほどBMIの値が低い結果が得られた。
コレステロール上昇抑止
水溶性食物繊維が効果的、水溶性食物繊維は食物コレステロールの吸収抑制、コレステロールの異化・代謝・排泄の促進、胆汁酸の回腸からの再吸収阻害による代謝・排泄の促進などがされる。
血糖値上昇抑制
水溶性食物繊維は粘度の高い溶液をつくり、胃から小腸への食物の移行を緩やかにする。また、拡散阻害作用、吸水・膨潤作用、吸着作用などがあり、摂取した食物は胃で消化され、緩やかに移行し、吸着され、吸収速度が緩慢となる結果、グルコースの吸収を緩慢にして血糖値の上昇を抑える。
熟した果物などに含まれている水溶性食物繊維（難消化性デキストリン）は、食後の血糖値の急激な上昇の抑制作用が報告されている。
ペクチンを食事とともに摂取すると、血糖上昇が抑制され、インスリンの分泌も抑制された。ペクチンは、サトウダイコン、ヒマワリ、アマダイダイ（オレンジ）、グレープフルーツ、ライム、レモン又はリンゴなどの果物に多く含まれる。
グルコマンナンはコンニャクに多く含まれる水溶性食物繊維であり、グルコマンナンとグルコースを同時に摂取した場合、グルコマンナンには血糖値上昇抑制効果があった。グルコマンナンの粘性によるグルコースの拡散抑制による可能性がある。セルロースやプルランでは効果が認められなかった。なお、プルランは粘性が高いものの人体の消化酵素で消化されてしまう。
アルギン酸ナトリウムは、主に褐藻に含まれる多糖類の一種であり、水溶性食物繊維の粘性により血糖上昇抑制効果があり、また、二糖類分解酵素の阻害効果による血糖上昇抑制効果も認められたとする研究がある。また、米飯に寒天を添加して摂取したところ米飯のみと比較して食後の最大血糖値が低下し、GI値も減少が認められたとする研究がある。
水溶性食物繊維のイヌリンについて、ジャンボリーキ（無臭ニンニク、ジャンボニンニク）の乾燥粉末（イヌリン60%含有）を糖尿病モデルラットに食餌とともに与えたところ食後血糖値の上昇が抑制された。2型糖尿病の女性49人を対象にイヌリンを投与したところ、空腹時血糖値、糖化ヘモグロビン(HbA1c)、マロンジアルデヒドの低下が認められ、スーパーオキシドディスムターゼの活性が高まるなど抗酸化能力の増加が認められた。
次の植物（キクイモ、ダリア、ゴボウ、アザミ、タンポポ、ヤムイモ、アーティチョーク（朝鮮薊）、チコリー、葛芋、タマネギ、ニンニク、リュウゼツラン（竜舌蘭））は水溶性食物繊維である高濃度のイヌリンを含む。
エンバクの水溶性食物繊維の大部分はβグルカンである。エンバク由来のβグルカンについて血中コレステロール値上昇抑制作用、血糖値上昇抑制作用、血圧低下作用、排便促進作用、免疫機能調節作用などが欧米を中心に多数報告されている。エンバクはオートミールに利用されている。
大麦には豊富な水溶性食物繊維が含まれており、その大部分はβグルカンである。大麦の摂取による血中コレステロール値上昇抑制作用、血糖値上昇抑制作用、BMI値低減効果が報告されている（麦飯も参照のこと）。βグルカンは、植物、キノコ類に多く含まれている。
水溶性繊維であるグアーガムを食餌とともに摂取すると、血糖上昇が抑制され、インスリンの分泌も抑制された。
水素ガスの産生と抗酸化作用
難消化性である食物繊維や乳糖の摂取と腸内細菌により呼気やおならへのガスの産生と排出が高まる。産生されるガスは水素とメタンが多いが、メタンは個人差がありメタン産生菌を有していないとメタンは産生されない。おならと呼気の水素量の相関は0.44と高い。αグルコシダーゼ阻害剤である糖尿病治療薬のアカルボースを服用すると炭水化物の吸収が抑制され大腸の腸内細菌により水素などが発生するが、アカルボースの服用が心血管事故を抑制する可能性があり、この原因として高血糖の抑制に加えて、呼気中に水素ガスの増加が認められ、この増加した水素の抗酸化作用により心血管事故を抑制するメカニズムが想定されている。水素による抗酸化作用が各種研究で報告されているところであり、また、腸内細菌は難消化性である食物繊維などから水素を産生している。コンカナバリンAを用いて肝炎を誘導したマウスの実験では、抗生物質を使用して腸内細菌にる水素発生を抑制させたマウスと比較して、通常の腸内細菌が発生させた水素はマウスの肝臓の炎症を抑制することが認められた。
排便促進
不溶性食物繊維は結腸や直腸で便容積を増大させ、排便を促進する。
ダイオキシン類の排出
ダイオキシン類を吸着して排泄する効果もあるため、体内からの排出速度を2 - 4倍に高めることで、ダイオキシン類の健康に対する影響が防げると示唆されている。

## 日本でよく知られた食品の食物繊維
海藻、全粒穀物、豆などに食物繊維が多く含まれる。実際の含有量は、産地、収穫時期、品種等で異なるため代表値である。
| 項目                                 | 状態       | 食物繊維 総量 | 水溶性 食物繊維 | 不溶性 食物繊維 |
| ------------------------------------ | ---------- | ------------- | --------------- | --------------- |
| ワカメ                               | 乾         | 68.9 g        | 9.0 g           | 59.9 g          |
| ヒジキ                               | 乾         | 60.7 g        | 22.5 g          | 38.2 g          |
| キクラゲ                             | 乾         | 57.4 g        | 0 g             | 57.4 g          |
| コンブ                               | 乾         | 36.5 g        | 7.4 g           | 29.1 g          |
| かんぴょう                           | 乾         | 30.1 g        | 6.8 g           | 23.3 g          |
| 海苔（スサビノリ）                   | 乾         | 26.4 g        | 10.8 g          | 15.6 g          |
| ラッキョウ                           | 生         | 21.0 g        | 18.6 g          | 2.4 g           |
| 切り干し大根                         | 乾         | 20.7 g        | 3.6 g           | 17.1 g          |
| アズキ                               | 乾         | 17.8 g        | 1.2 g           | 16.6 g          |
| ダイズ                               | 乾         | 17.1 g        | 1.8 g           | 15.3 g          |
| 干し柿                               | 乾         | 14.0 g        | 1.3 g           | 12.7 g          |
| エシャロット                         | 生         | 11.4 g        | 9.1 g           | 2.3 g           |
| コムギ                               | 乾         | 10.8 g        | 0.7 g           | 10.1 g          |
| アーモンド                           | 乾         | 10.1 g        | 0.8 g           | 9.3 g           |
| おから                               | 生         | 9.7 g         | 0.3 g           | 9.4 g           |
| 大麦                                 | 乾         | 9.6 g         | 6.0 g           | 3.6 g           |
| エンバク（カラスムギ、オートミール） | 乾         | 9.4 g         | 3.2 g           | 6.2 g           |
| ポップコーン                         | 乾         | 9.3 g         | 0.2 g           | 9.1 g           |
| 糸引き納豆                           | 生         | 6.7 g         | 2.3 g           | 4.4 g           |
| モロヘイヤ                           | 生         | 5.9 g         | 1.3 g           | 4.6 g           |
| ゴボウ                               | 生         | 5.7 g         | 2.3 g           | 3.4 g           |
| オクラ                               | 生         | 5.0 g         | 1.4 g           | 3.6 g           |
| 蕎麦                                 | 乾麺       | 4.3 g         | 0.8 g           | 3.5 g           |
| シイタケ                             | 生         | 3.5 g         | 0.5 g           | 3.0 g           |
| 玄米                                 | 乾         | 3 g           | 0.7 g           | 2.3 g           |
| カボチャ                             | 生         | 2.8 g         | 0.7 g           | 2.1 g           |
| タケノコ                             | 生         | 2.8 g         | 0.3 g           | 2.5 g           |
| ニンジン                             | 生、皮むき | 2.5 g         | 0.7 g           | 1.8 g           |
| サツマイモ                           | 生         | 2.3 g         | 0.5 g           | 1.8 g           |
| キャベツ                             | 生         | 1.8 g         | 0.4 g           | 1.4 g           |
| タマネギ                             | 生         | 1.6 g         | 0.6 g           | 1.0 g           |
| リンゴ                               | 生         | 1.5 g         | 0.3 g           | 1.2 g           |
| ジャガイモ                           | 生         | 1.3 g         | 0.6 g           | 0.7 g           |
| ダイコン                             | 生         | 1.3 g         | 0.5 g           | 0.8 g           |
| 白米                                 | 乾         | 0.5 g         | 0 g             | 0.5 g           |